# Экономический университет в Катовице
Экономический университет в Катовице (пол. Uniwersytet Ekonomiczny w Katowicach) — один из пяти университетов народного хозяйства в Польше.

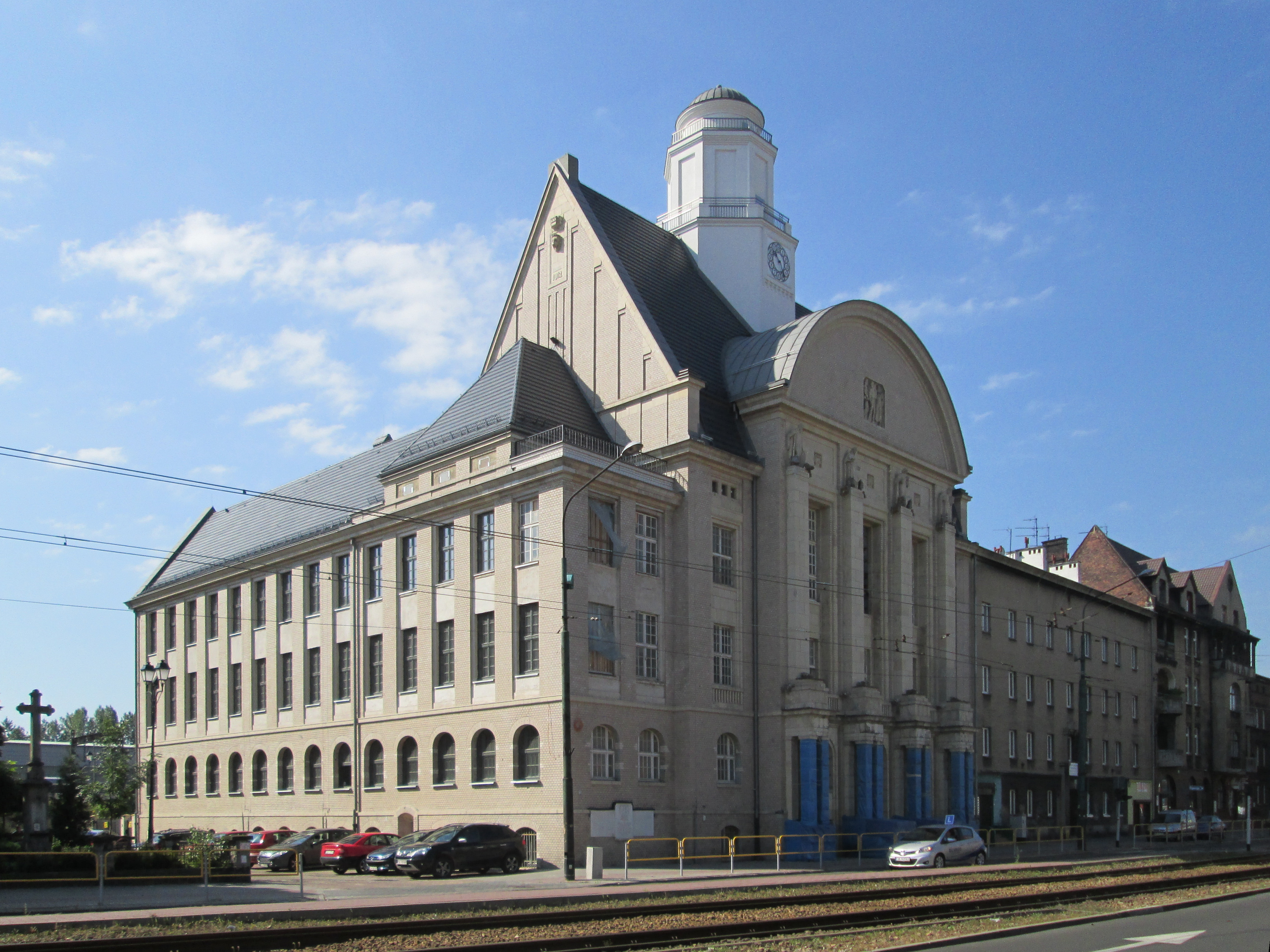
Ректорат

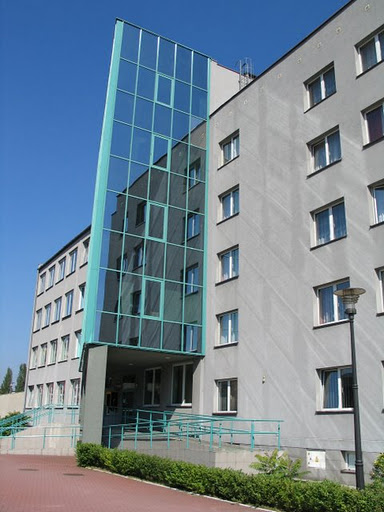
Здание P

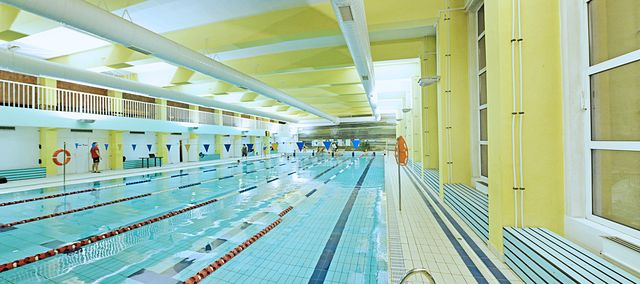
бассейн - Здание C

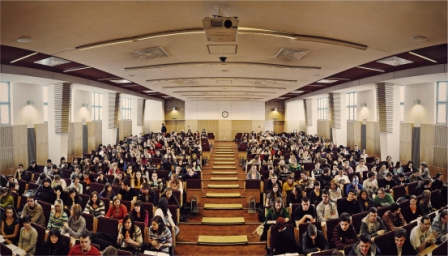
актовый зал - Здание A

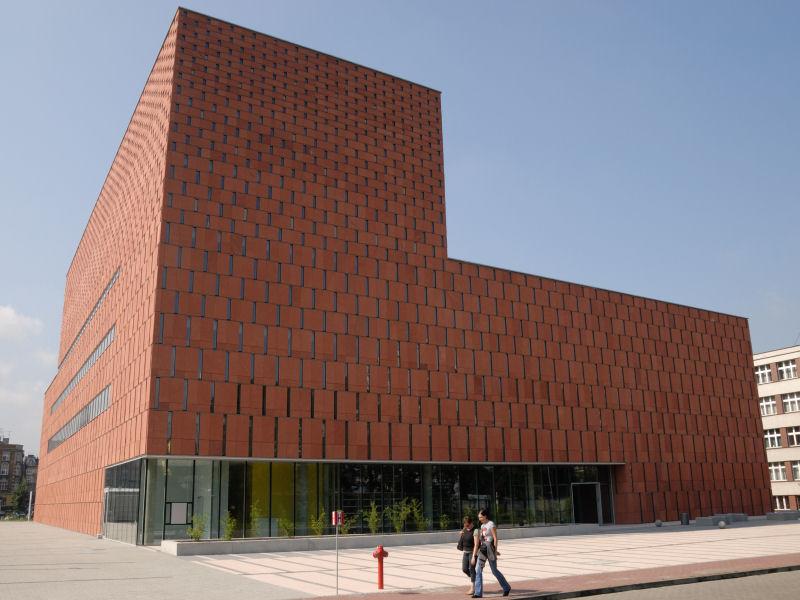
Центр Научной Информации и Академическая Библиотека

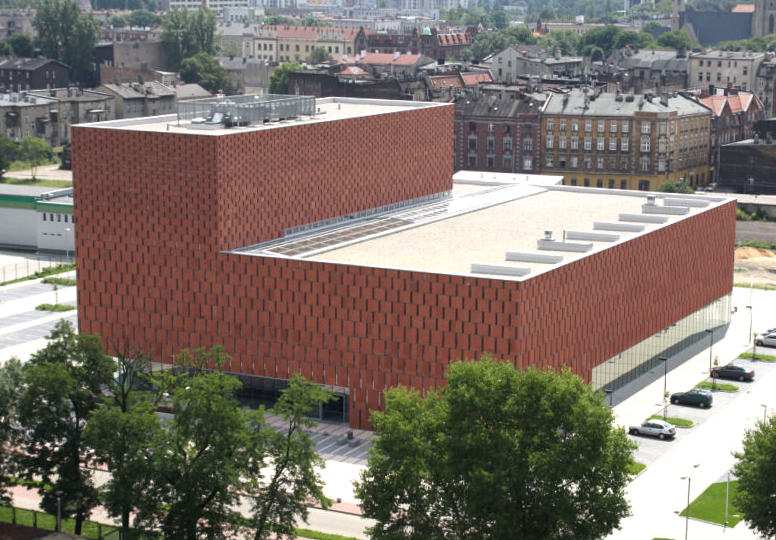
Центр Научной Информации и Академическая Библиотека

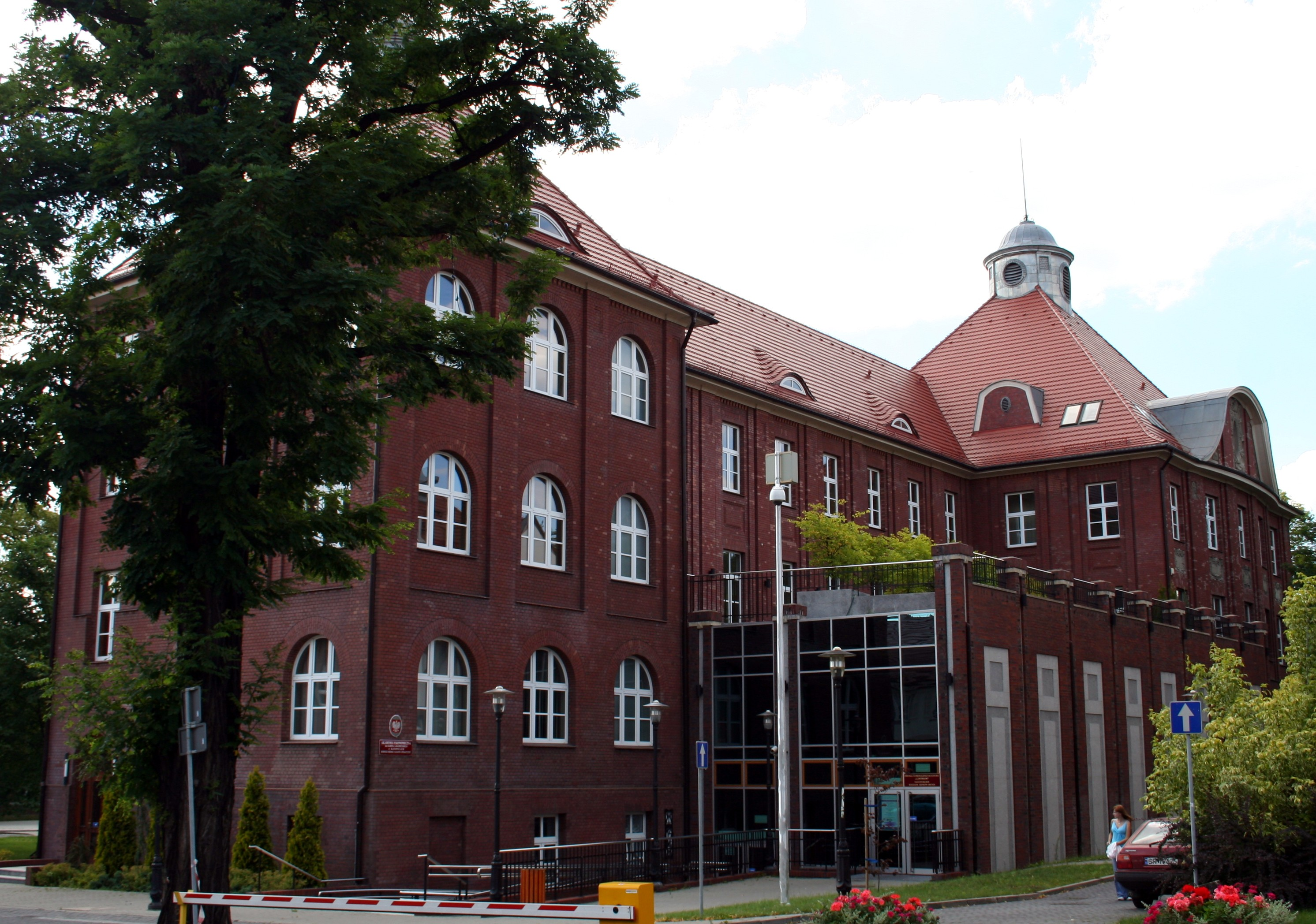
Студгородок в Рыбнике

## История
Экономический университет в Катовице - один из старейших и самых престижных ВУЗов Верхней Силезии. Он был создан в 1937 году. Сегодня Экономический университет (ЭУ) является одним из пяти лучших государственных экономических ВУЗов страны. Ежегодно более 11 000 польских и иностранных студентов начинают обучение на программах  бакалавриата, магистратуры, аспирантуры, постдипломного обучения, на четырёх факультетах: * Бизнеса, Финансов и Администрации; Экономики; Финансов и Страхования; Информатики и Коммуникаций; Менеджмента. Наши студенты и выпускники участвуют в организации социально-экономической жизни, используя широкий спектр бизнес деятельности. Уникальные образовательные программы Экономического университета в Катовице привлекают наших и иностранных студентов всех возрастов. Высокий профессионализм, навыки и знания, приобретенные здесь, дают возможность последующего трудоустройства и карьерного роста. Наши менеджеры участвуют во многих международных программах.

## Ректоры
Экономический Университет в Катовице (2010)

(2016-2020) Robert Tomanek

(2012-2016) Leszek Żabiński

(2008-2012) Jan Pyka
Экономическая Академия им. Кароля Адамецкего в Катовице (1972)

(2002-2008) Florian Kuźnik

(1996-2002) Jan Wojtyła

(1993-1996) Lucyna Frąckiewicz

(1990-1993) Krzysztof Zadora

(1982-1990) Jerzy Rokita

(1975-1982) Збигнев Месснер

(1965-1975) Alojzy Melich
Национальная Школа Экономического Управления (1949) / Высшая Школа Экономики (1950)

(1958-1965) Józef Szaflarski

(1956-1958) Marian Frank

(1952-1956) Witold Gawdzik

(1949-1952) Zygmunt Izdebski
Школы Социально-Экономических Наук (1936)

(1937-1939; 1945-1949) Józef Lisak

## Руководство Университета
Ректор
- dr hab. Robert Tomanek, prof. UE

Проректор по Наукe и  Академическому Персоналу
- dr hab. Barbara Kos prof. UE

Проректор по Образовательной Деятельности и Интернационализации
- prof. dr hab. Sławomir Smyczek

Декан Факультета Бизнеса, Финансов и Администрации
- dr inż. Tomasz Zieliński

Декан Факультета Экономики
- prof. dr hab. inż. Celina Olszak

Декан Факультета Финансов и Страхования
- dr hab. Andrzej Piosik, prof. UE

Декан Факультета Менеджмента
- prof. zw. dr hab. Krystyna Jędralska

Декан Факультета Информатики и Коммуникации
- prof. zw. dr hab. Jerzy Gołuchowski

## Список факультетов
- Факультет Бизнеса, Финансов и Администрации
- Факультет Экономики
- Факультет Финансов и Страхования
- Факультет Информатики и Коммуникаций
- Факультет Менеджмента